# Tour d'Émilie féminin 2018
La 5e édition du Tour d'Émilie féminin a eu lieu le 6 octobre 2018. Elle fait partie du calendrier UCI en catégorie 1.1. Elle est remportée par la Lituanienne Rasa Leleivytė.

## Parcours
Le parcours est parfaitement plat à l'exception de la montée finale vers le Sanctuaire Madonna di San Luca dont la difficulté est comparable ou supérieure au mur de Huy.

### Équipes
| Équipes féminines professionnelles (15)- Alé Cipollini - Aromitalia Vaiano - Astana Women's - Bepink - Bizkaia-Durango - BTC City Ljubljana - Cervélo Bigla - Conceria Zabri-Fanini - Still Bike Team A.S. Dilettantistica - FDJ-Nouvelle Aquitaine-Futuroscope - Parkhotel Valkenburg-Destil - SC Michela Fanini - Servetto-Stradalli Cycle - Top Girls Fassa Bortolo - Valcar PBM Équipe nationale- Russie Équipe amateur- Centre mondial du cyclisme Équipe féminines amateur (2)- ACS Cycling Chirio - Vallerbike |
| |

En sus, la sélection régionale de Vénétie participe à l'épreuve.

## Récit de la course
Tout se joue dans la côte finale. Cecilie Uttrup Ludwig attaque dans le dernier kilomètre avec Tatiana Guderzo. L'Italienne a néanmoins du mal à suivre la Danoise. Plus loin, elles sont doublées par Rasa Leleivyte et Arlenis Sierra. La Lituanienne s'impose devant la Cubaine.

## Classements

### Classement final
| \| Classement général \| Classement général \| Classement général \| Classement général \| Classement général \| \| Coureuse \| Coureuse \| Pays \| Équipe \| Temps \| \| ------------------ \| --------------------- \| ------------------ \| ------------------- \| ------------------ \| \| 1re \| Rasa Leleivytė \| Lituanie \| Aromitalia Vaiano \| 2 h 25 min 25 s \| \| 2e \| Arlenis Sierra \| Cuba \| Astana Women's Team \| + 9 s \| \| 3e \| Cecilie Uttrup Ludwig \| Danemark \| Cervélo Bigla \| + 9 s \| \| 4e \| Tatiana Guderzo \| Italie \| Bepink \| + 13 s \| \| 5e \| Ane Santesteban \| Espagne \| Alé Cipollini \| + 23 s \| \| 6e \| Hanna Nilsson \| Suède \| BTC City Ljubljana \| + 25 s \| \| 7e \| Urša Pintar \| Slovénie \| BTC City Ljubljana \| + 26 s \| \| 8e \| Yevheniya Vysotska \| Ukraine \| SC Michela Fanini \| + 26 s \| \| 9e \| Polona Batagelj \| Slovénie \| BTC City Ljubljana \| + 26 s \| \| 10e \| Sofia Bertizzolo \| Italie \| Astana Women's Team \| + 29 s \| |                       |          |                     |                 |
| |                       |          |                     |                 |
| Source : ProCyclingStats |                       |          |                     |                 |
| Classement général |                       |          |                     |                 |
| Coureuse | Coureuse              | Pays     | Équipe              | Temps           |
| 1re | Rasa Leleivytė        | Lituanie | Aromitalia Vaiano   | 2 h 25 min 25 s |
| 2e | Arlenis Sierra        | Cuba     | Astana Women's Team | + 9 s           |
| 3e | Cecilie Uttrup Ludwig | Danemark | Cervélo Bigla       | + 9 s           |
| 4e | Tatiana Guderzo       | Italie   | Bepink              | + 13 s          |
| 5e | Ane Santesteban       | Espagne  | Alé Cipollini       | + 23 s          |
| 6e | Hanna Nilsson         | Suède    | BTC City Ljubljana  | + 25 s          |
| 7e | Urša Pintar           | Slovénie | BTC City Ljubljana  | + 26 s          |
| 8e | Yevheniya Vysotska    | Ukraine  | SC Michela Fanini   | + 26 s          |
| 9e | Polona Batagelj       | Slovénie | BTC City Ljubljana  | + 26 s          |
| 10e | Sofia Bertizzolo      | Italie   | Astana Women's Team | + 29 s          |

### Barème des points UCI
| Position           | 1er | 2e | 3e | 4e | 5e | 6e | 7e | 8e | 9e | 10e | 11e | 12e | 13e à 15e | 16e à 25e |
| Classement général | 125 | 85 | 70 | 60 | 50 | 40 | 35 | 30 | 25 | 20  | 15  | 10  | 5         | 3         |

## Liste des partantes
Source.

## Primes
L'épreuve attribue les primes suivantes :
| Position | 1er   | 2e    | 3e    | 4e    | 5e    | 6e    | 7e    | 8e    | 9e    | 10e  |
| Prix     | 372 € | 323 € | 265 € | 167 € | 147 € | 137 € | 127 € | 118 € | 108 € | 59 € |

Les places de onzième place à vingtième donnent 59 €.